# Geopark Terras de Cavaleiros
O Geopark Terras de Cavaleiros é um geoparque com 692,3 km2 que integra o território do concelho de Macedo de Cavaleiros. 
Integra a Rede Mundial de Geoparques desde 2014.
Do património natural do Geopark Terras de Cavaleiros destacam-se o Maciço de Morais, com elevado valor geológico, os push up da serra de Bornes e da Nogueira e, ainda, a Paisagem Protegida da Albufeira do Azibo. Destaca-se também o vale do rio Sabor, inserido na Rede Natura 2000, por possuir um valor ecológico elevado, sobretudo ao nível da flora. 
O coordenador científico é Diamantino Manuel Ínsua Pereira, desde a sua criação.

## Geossítios
O Geoparque Terras de Cavaleiros inventariou 42 geossítios: 
- G01 - Vale do Rio Tuela
- G02 - Granito de Vila Nova da Rainha
- G03 - Contacto litológico em Vila Nova da Rainha
- G04 - Meandros do Rio de Macedo
- G05 - Minas de Murçós
- G06 - Granito do Alto da Serra
- G07 - Falha da Vilariça em Podence
- G08 - Metavulcanitos da Fraga da Pegada
- G09 - Miradouro da Nossa Sra. do Campo
- G10 - Miradouro da Serra do Cubo
- G11 - Talcos de Vale da Porca
- G12 - Calcários do Alto da Carrasqueira
- G13 - Xistos anfibolíticos do Alto do Montinho
- G14 - Sedimentos Cenozoicos de Vale da Porca
- G15 - Depressão de Salselas
- G16 - Calcários de Salselas
- G17 - Carreamento de Limãos
- G18 - Sedimentos de Castro Roupal
- G19 - Águas de Escarledo
- G20 - Gabros da Sobreda
- G21 - Diques Anfibolíticos de Paradinha
- G22 - Granadas da Sobreda
- G23 - Cromite de Morais
- G24 - Estruturas tectónicas da Sobreda
- G25 - Talcos e Asbestos de Morais
- G26 - Micaxistos de Lagoa
- G27 - Carreamento do Castelo
- G28 - Peridotitos do Castelo
- G29 - Gabros de Xaires
- G30 - Cabeço Berrão
- G31 - Gnaisses de Lagoa
- G32 - Descontinuidades de Conrad e Moho em Lagoa
- G33 - Carreamento da Foz do Azibo
- G34 - Termas da Abelheira
- G35 - Falha de Morais
- G36 - Poço dos Paus
- G37 - Falha da Vilariça em Vale Benfeito
- G38 - Panorâmica Bornes Norte
- G39 - Escarpa da Falha da Vilariça
- G40 - Microgranito de Burga
- G41 - Panorâmica Bornes Sul
- G42 - Granito de Romeu em Cernadela

## Percursos pedestres
No Geopark existem cerca de 200 km de percursos sinalizados, distribuídos ao longo de 24 percursos pedestres, dos quais se destacam, do ponto de vista geológico, o percurso pedestre geológico, localizado no Monte de Morais (PR24 MCD).